# Passaporte brasileiro
O passaporte brasileiro é o documento de viagem emitido a cidadãos brasileiros para que possam se deslocar a países nos quais um passaporte é exigido. Eles são emitidos pela Polícia Federal no Brasil e pelas repartições consulares brasileiras no exterior. Ao todo, o país emite até seis diferentes tipos de passaporte, cada um com especificações diferentes.

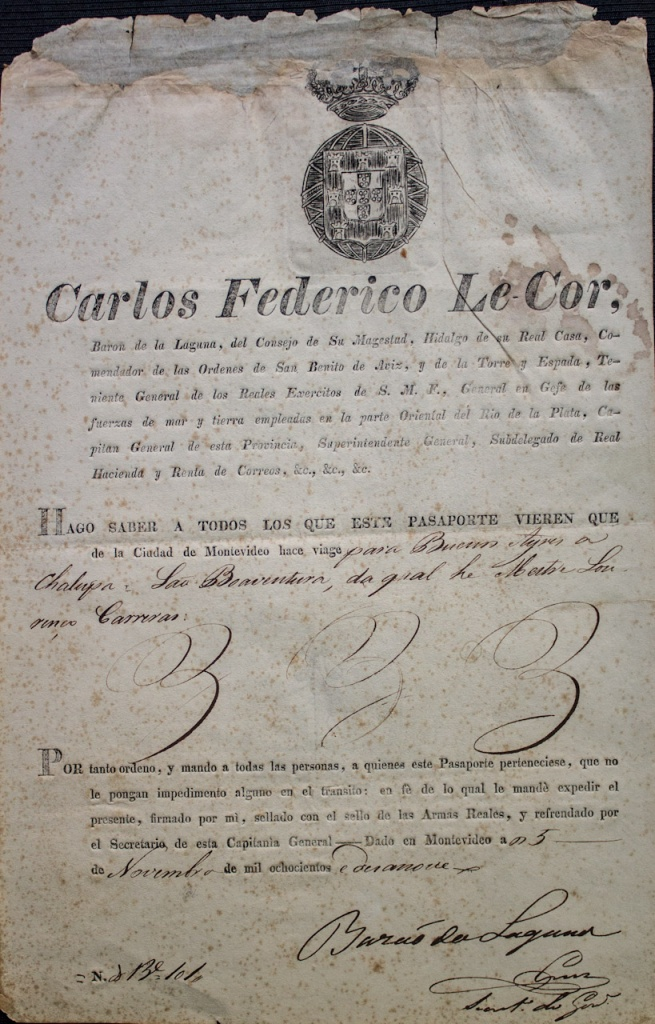
Passaporte do Reino Unido de Portugal, Brasil e Algarves, em 1819.

Os cidadãos brasileiros podem viajar sem o passaporte para países membros e associados do Mercosul (exceto Guiana, Suriname e Guiana Francesa - departamento da França), desde que portem o documento de identidade nacional.
Em 2023, a Polícia Federal emitiu um total de 2 422 340 passaportes. Em 2024, o passaporte brasileiro foi considerado o 11º. passaporte mais "poderoso" do mundo pelo ranking denominado Passport Index.

## História

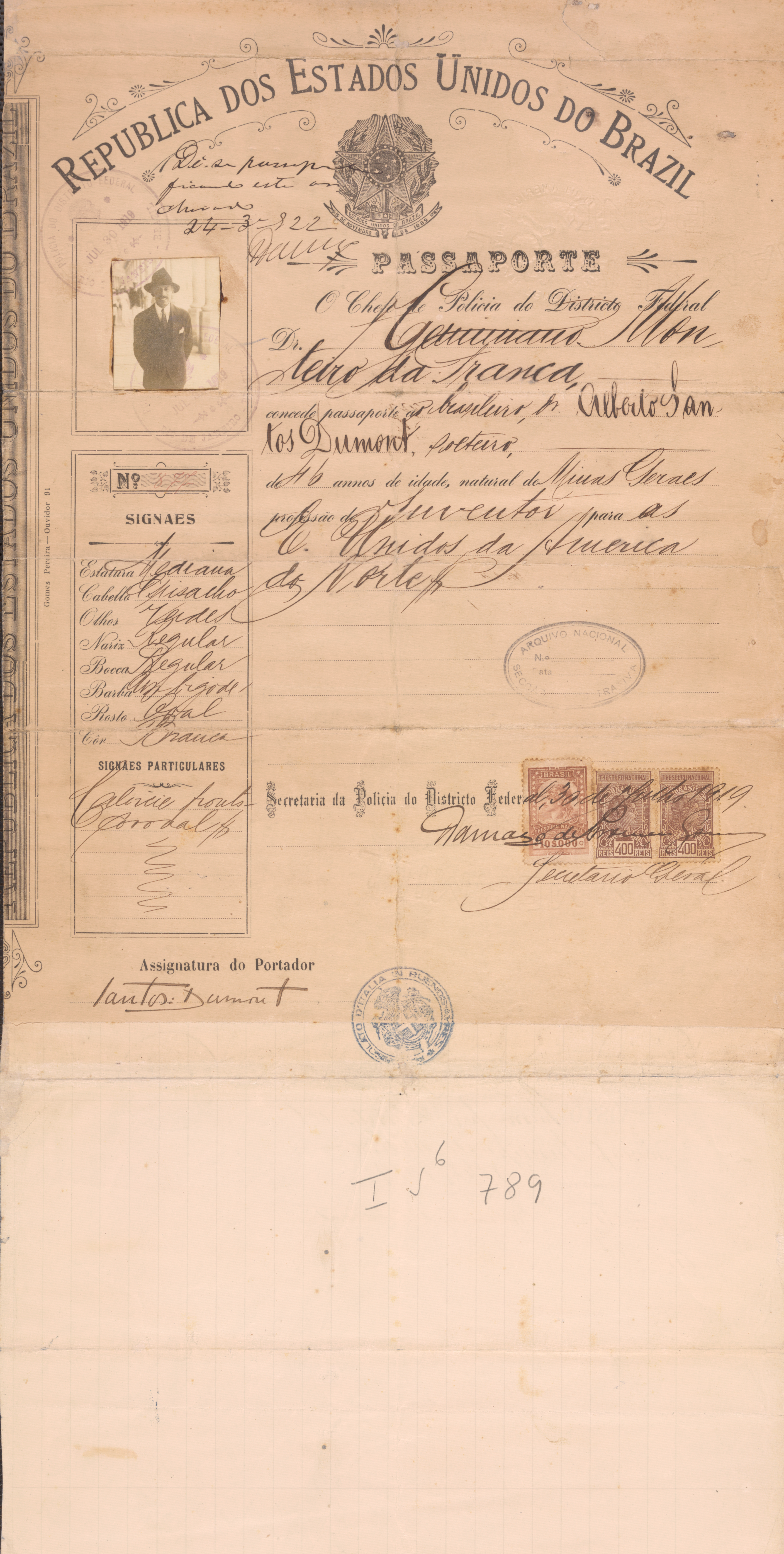
Passaporte de Santos Dumont, de 1919.

A palavra "passaporte" foi adicionada, pela primeira vez, à constituição brasileira de 1891, onde definia que qualquer pessoa, de qualquer nacionalidade, poderia entrar e sair do país, em tempos de paz. Existem diversos registros da entrada e checagem de passaportes portugueses e alemães, durante a imigração europeia ao Brasil.

## Alteração do modelo do passaporte brasileiro (2015-2019)
Em julho de 2015, entrou em vigor um novo modelo de passaporte, com validade de 10 anos, eliminação do brasão da República da capa do passaporte brasileiro pela primeira vez na história, novos itens de segurança e valor reajustado. O passaporte tem capa de cor azul, seguindo padrão estabelecido pelo Mercosul. Vários novos itens de segurança dificultam falsificações, seguindo as normas internacionais de segurança estabelecidas pela Organização de Aviação Civil Internacional (ICAO). Os passaportes emitidos anteriormente continuam valendo até a expiração normal de sua validade.

### Polêmica sobre a nova capa
A capa reestilizada do novo passaporte brasileiro causou muita polêmica, pois desde a Proclamação da República em 1889 até 2015, o passaporte brasileiro estampava em sua capa o Brasão da República, cujo desenho está definido no anexo da Lei 5.700/71 e descrito nos art. 7 e art. 8 da mesma lei, sendo obrigatório seu uso em determinados documentos oficiais brasileiros.
Apesar de o ex-chanceler José Serra ter se comprometido logo após assumir o Ministério das Relações Exteriores a fazer com que a capa do passaporte brasileiro voltasse a estampar o Brasão da República, a capa reestilizada ainda continua a ser emitida. O Projeto de Lei PL-5747/2016 que tramitava na Câmara dos Deputados exige de forma explícita que a capa passe a exibir o Brasão da República de forma permanente, mas esse projeto ainda não havia sido votado em agosto de 2016.
Em janeiro de 2019, o Presidente Jair Bolsonaro (PL) determinou a volta do Brasão da República, sendo a exclusão do padrão Mercosul aos passaportes brasileiros. A capa com a volta do Brasão passou a ser emitida a partir de abril de 2019.

### Novo Modelo de Passaporte (2022-2023)
Em 27 de junho de 2022, o Governo Federal anunciou o novo modelo de passaporte brasileiro, atualizando a capa e conteúdo interno do documento. O projeto foi uma parceria entre o Ministério das Relações Exteriores, Casa da Moeda do Brasil e Polícia Federal.
O documento inova ao ilustrar as páginas com ícones representativos dos biomas e da cultura de cada uma das cinco regiões do país, além de novos elementos de segurança. O valor de emissão não foi alterado.
Com início da emissão prevista para as comemorações do Bicentenário da Independência do Brasil, em setembro do mesmo ano, o início da emissão do novo documento foi adiado diversas vezes. Após sucessivos adiamentos e com mais de um ano de atraso, o novo modelo foi oficialmente lançado em 03 de outubro de 2023, com emissão do novo documento valendo para os atendimentos ocorridos desde a sexta-feira anterior (29 de setembro de 2023).

### Tipos do novo passaporte
Existem seis tipos de passaporteː
- Azul: passaporte comum;
- Verde: passaporte oficial;
- Vermelho: diplomático;
- Marrom: denominado “laissez-passer”, para viagens ao Brasil de cidadãos de países que não possuem relações diplomáticas com o Brasil;
- Amarelo: para estrangeiros legalmente registrados no Brasil e que necessitem deixar o território nacional e a ele retornar; para estrangeiros refugiados, sem nacionalidade ou asilados no Brasil; e
- Azul-celeste: passaporte de emergência.

### Itens de segurança do novo passaporte
1. Código de barras bidimensional;
2. Fundo com microletras;
3. Fundo com impressão íris;
4. Fundo com impressão invisível;
5. Impressão intaglio com imagem latente;
6. Impressão intaglio com tinta tipo OVI (opticamente variável);
7. Laminado de segurança - proteção dos dados;
8. Marca d'água posicionada mould made;
9. Papel com fibras visíveis e invisíveis;
10. Papel com fio de segurança;
11. Papel reativo a produtos químicos;
12. Tintas sensíveis à abrasão e a solventes;
13. Fio de costura luminescente bicolor;
14. Perfuração cônica a laser;
15. Costura das páginas com arremate;
16. Paginação em filigrana eletrotipo.

Ao requerer o passaporte, o interessado é identificado no DPF, são colhidos seus dados biométricos: suas impressões digitais, a fotografia digital e a assinatura digitalizada. Esses dados são armazenados no banco de dados da Polícia Federal, e a foto inserida na banda óptica bidimensional existente na página dos dados variáveis do novo passaporte, podendo ser lido por máquinas especiais, existentes nos pontos de checagem migratória no Brasil e no exterior.
Em dezembro de 2006, foi introduzido um novo modelo de passaporte, de cor azul com o padrão Mercosul. Este modelo introduz os dados biométricos por meio de um código na caderneta, seguindo padrões internacionais, e evita falsificações, pois as informações do modelo anterior, de cor verde, eram datilografadas e a foto era colada no documento.
A Polícia Federal anunciou que, a partir de novembro de 2010, o passaporte brasileiro seria "atualizado" e passaria a conter um chip RFID, tornando então o passaporte biométrico.
A partir de novembro de 2014, a Polícia Federal passou a emitir os passaportes com a filiação do portador e autorização de viagem para menores de idade no próprio passaporte. Até então, menores precisavam de permissão reconhecida em cartório para saírem do Brasil.
Antes do modelo de 2023, o campo "Identidade nº" constava em branco, mas a partir de outubro de 2023 passou a constar o CPF do titular do passaporte.

### Sistema de controle
O projeto do novo passaporte compreende, além da instituição de uma nova caderneta de viagem, um sistema de controle completo a ser instalado em todos os portos, aeroportos e pontos de fronteira. Este sistema contará com leitura mecânica desses documentos na fiscalização do tráfego internacional. O projeto de instalação do novo sistema de controle e da substituição do antigo modelo de passaporte pelo novo foi resultado de uma parceria entre o Ministério da Justiça, por meio do Departamento de Polícia Federal, o Ministério das Relações Exteriores, o Serviço Federal de Processamento de Dados (SERPRO) e da Casa da Moeda do Brasil.

### Emissão

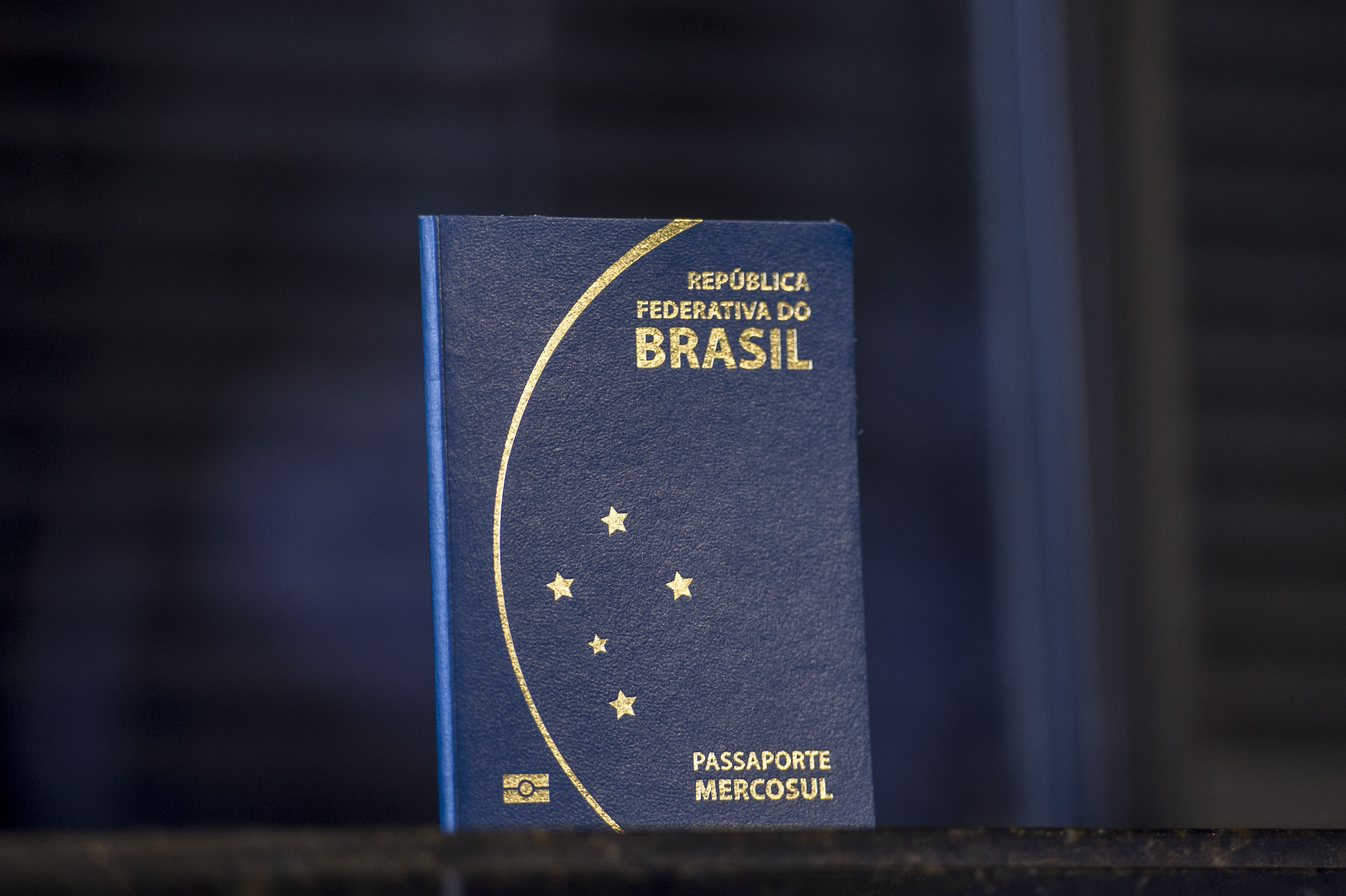
Capa do passaporte brasileiro padrão Mercosul (emitido de 2015 até janeiro de 2019) com a constelação do cruzeiro do sul.

A emissão pré-2006 era feita por meio do download de um formulário no site da PF, que também podia ser adquirido em papelarias, e apresentação dos documentos necessários em um posto de atendimento. A partir de 2006, a solicitação passou a ser via formulário online no site da PF.
Em algumas localidades, pode ser necessário agendar com bastante antecedência a entrevista para entrega de documentos, coleta de impressões digitais e fotografia. O agendamento é feito no site da PF. O tempo de emissão do passaporte pode ser de até 5 meses, dependendo do estado e da unidade da PF onde é solicitado. Em situações de emergência é possível requerer o passaporte pagando uma taxa adicional. É necessária uma autorização para emissão do documento em caráter emergencial. Essa autorização é dada por um funcionário da DPF em um guichê específico.
Constantemente, o sistema de emissão de passaporte da Polícia Federal fica fora do ar, bem como as filas nos postos de atendimento são enormes.
A emissão do passaporte brasileiro no exterior é por conta das repartições consulares brasileiras. O pedido de passaporte comum para brasileiro no exterior deve ser feito pelo preenchimento do formulário de solicitação eletrônico. O valor do emolumento para o passaporte com validade de até 10 anos para maiores de idade será, no exterior, de R$-ouro 120,00. Em situação de comprovado desvalimento, poderá ser emitida a Autorização de Retorno ao Brasil (ARB), gratuita, e é destinada exclusivamente para retornar ao Brasil, não sendo, portanto, válida para viagens a quaisquer outros países. Em caso de furto ou extravio do passaporte, deverá ser apresentado um boletim de ocorrência emitido pela polícia do país onde ocorreu o fato.

### Documentação para passaporte comum
Conforme o Departamento de Polícia Federal do Brasil, são os seguintes os documentos necessários para a obtenção do passaporte:
- 1.0 - Documento de Identidade, para maiores de 12 anos
  - Podem ser aceitos como documento de identidade:
    - cédula de identidade expedida por Secretaria de Segurança Pública;
    - carteira funcional expedida por órgão público, reconhecida por lei federal como documento de identidade válido em todo território nacional;
    - carteira de identidade expedida por comando militar, ex-ministério militar, pelo Corpo de Bombeiros ou Polícia Militar;
    - passaporte brasileiro anterior;
    - carteira nacional de habilitação expedida pelo DETRAN (modelo atual - vide item 1.6);
    - carteira de identidade expedida por órgão fiscalizador do exercício de profissão regulamentada por lei;

♦ ATENÇÃO: A pessoa que já teve o nome alterado, a qualquer tempo, em razão de casamento, separação ou divórcio deve apresentar, além do documento de identidade, certidão de casamento atualizada, em original, com as devidas averbações/anotações, para a comprovação de nome(s) anterior(es), mesmo na hipótese do passaporte a ser substituído já estar com o nome alterado.
♦ A pessoa que teve o nome alterado por decisão judicial deve apresentar, além do documento de identidade, certidão de nascimento atualizada com as devidas averbações/anotações, para a comprovação de nome(s) anterior(es). A certidão de nascimento atualizada com as devidas averbações/anotações, em original.
♦ A criança menor de 12 anos pode apresentar a certidão de nascimento em substituição ao documento de identidade, com as devidas averbações/anotações, em original.
- - O documento de identidade apresentado poderá ser recusado se não estiver atualizado ou se o tempo de expedição ou o mau estado de conservação impossibilitarem a identificação do requerente.
  - Para fins de conferência, a fotografia, o nome completo, a filiação, a data e local de nascimento e a assinatura do requerente deverão constar em um ou mais documentos de identidade, salvo o menor de 12 anos que pode apresentar certidão de nascimento, que não contém nem foto nem assinatura.
- 2.0 - Título de Eleitor e comprovantes de que votou na última eleição (dos dois turnos, se houve). Na falta dos comprovantes, declaração da Justiça Eleitoral de que está quite com as obrigações eleitorais, ou justificativa eleitoral.
- 3.0 - Documento que comprove quitação com o serviço militar obrigatório, para os requerentes do sexo masculino a partir de 1 de janeiro do ano em que completam 19 anos até 31 de dezembro do ano em que completam 45 anos.
- 4.0 - Certificado de Naturalização, para os naturalizados.
- 5.0 - Comprovante bancário de pagamento da Guia de Recolhimento da União - GRU referente à taxa devida para a emissão do documento de viagem requerido
  - O boleto de GRU será gerado automaticamente após o preenchimento do formulário de solicitação de passaporte pela internet, sendo imprescindível o CPF do requerente ou do seu responsável, se for o caso. O simples agendamento bancário não comprova o pagamento da taxa.
- 6.0 - Passaporte comum ou de emergência anterior, quando houver (válido ou não). A não apresentação deste implica pagamento da taxa em dobro, salvo no caso de roubo (Art. 157 do Código Penal Brasileiro).
  - O brasileiro que tiver seu passaporte inutilizado por repartição consular ou de imigração estrangeiras, no Brasil ou no exterior (por negativa de visto ou deportação), não está impedido de requerer novo passaporte. Basta apresentar o passaporte, válido ou não, para cancelamento. Assim, o usuário evitará o pagamento da taxa em dobro e a simulação de extravio do passaporte, que acarreta providências inúteis da PF visando à recuperação do documento.
  - Em caso de extravio, perda ou furto do passaporte anterior, há a necessidade do cidadão preencher e apresentar a Comunicação de Ocorrência com Documento de Viagem.
  - Em caso de roubo, não mais se exigirá taxa majorada para requerente com passaporte anterior roubado. Considera-se roubo a subtração mediante violência ou grave ameaça à pessoa devidamente registrada em boletim de ocorrência da polícia civil local, com expressa tipificação desse crime (Art. 157 do CP).
- 7.0 - CPF:
  - do próprio requerente, a partir dos 18 anos de idade, se o número deste não constar no documento de identidade apresentado;
  - de um genitor ou responsável ou documento de identidade que contenha o respectivo número, para menores de 18 anos;
  - a comprovação de inscrição no CPF pode ser feita por intermédio da apresentação dos seguintes documentos: Cédula de identidade, Carteira Nacional de Habilitação, Carteira de Trabalho, carteira de identidade profissional, carteiras funcionais emitidas por órgãos públicos, cartão magnético de movimentação de conta corrente bancária, talonário de cheque bancário e outros documentos de acesso a serviços de saúde pública de assistência social ou a serviços previdenciários, desde que conste neles, o número de inscrição no CPF; Comprovante de Inscrição no CPF emitido pelas entidades conveniadas à Receita Federal (Banco do Brasil, Correios e Caixa Econômica Federal); Comprovante de Inscrição no CPF impresso a partir do site da Receita Federal; Outros modelos de cartão CPF emitidos de acordo com a legislação vigente à época.

### Tamanho (dimensões)
Tomando como parâmetro, o novo passaporte comum (azul) mede: 8,75 cm (largura) × 12,5 cm (altura).

### Autorização de viagem para menor
Desde novembro de 2014, no passaporte passou a constar a autorização impressa na página de identificação do documento. Existem três tipos de autorização:
- O titular, enquanto menor, está autorizado pelos genitores, pelo prazo deste documento, a viajar apenas com um dos pais, indistintamente. (Autorização restrita – autorização de viagem impressa no passaporte)
- O titular, enquanto menor, está autorizado pelos genitores, pelo prazo deste documento, a viajar desacompanhado ou apenas com um dos pais, indistintamente. (Autorização ampla – autorização de viagem impressa no passaporte)
- O titular, enquanto menor, dependerá de autorização, na forma da lei, para viajar desacompanhado ou apenas com um dos pais, indistintamente. (Necessária apresentação de autorização de viagem ao embarcar)

Neste último caso, será necessário apresentar autorização registrada em cartório ao embarcar.

## Exigências de visto para cidadãos brasileiros

Requisitos de visto para cidadãos portadores do passaporte brasileiro comum
República Federativa do Brasil
Liberdade de movimento
Viagem com Carteira de Identidade Nacional
Isenção de visto / eVisa / eTA / ESTA
Visto disponível tanto na chegada quanto online
Visto disponível na chegada
Visto eletrônico (eVisa)
Visto obrigatório

As exigências de visto para cidadãos brasileiros são restrições administrativas de entrada impostas pelas autoridades de outros Estados. Aos 10 de Agosto de 2023, o passaporte brasileiro encontrava-se permitindo o ingresso sem exigência de visto ou com visto expedido na chegada a 168 Estados, classificando-o em 20º lugar em termos de liberdade de viagem de acordo com o Henley Passport Index.

## Brasil e o Mercosul
Os cidadãos brasileiros têm, no âmbito do Mercosul, acesso a quaisquer de seus membros plenos (Argentina, Bolívia, Paraguai, Uruguai e Venezuela) e associados (Chile, Colômbia, Equador e Peru) com dispensa de visto e direito à residência e ao trabalho, tendo-se como exigência única a sua nacionalidade. Os cidadãos desses 9 países (incluindo o Brasil) podem requerer a concessão de "residência temporária" de, no máximo, 2 anos em qualquer país do bloco e, antes de sua expiração, sua conversão em "residência permanente".
O cidadão estrangeiro residente em território brasileiro e titular de exemplar válido da Carteira de Registro Nacional Migratório ("Residente") também dispõe de dispensa de visto e de passaporte para ingresso e egresso dos países do bloco se a sua nacionalidade não for alvo de exigência de visto pelo seu país de destino.

## Uso fraudulento
Passaportes brasileiros falsos emitidos pela Embaixada do Brasil em Praga foram usados de forma fraudulenta pelo ex-líder norte-coreano Kim Jong-il e seu filho Kim Jong-un nos anos 90. À época, a emissão do passaporte não era informatizada, o que o fazia ser alvo fácil de falsificação.

## Galeria de passaportes

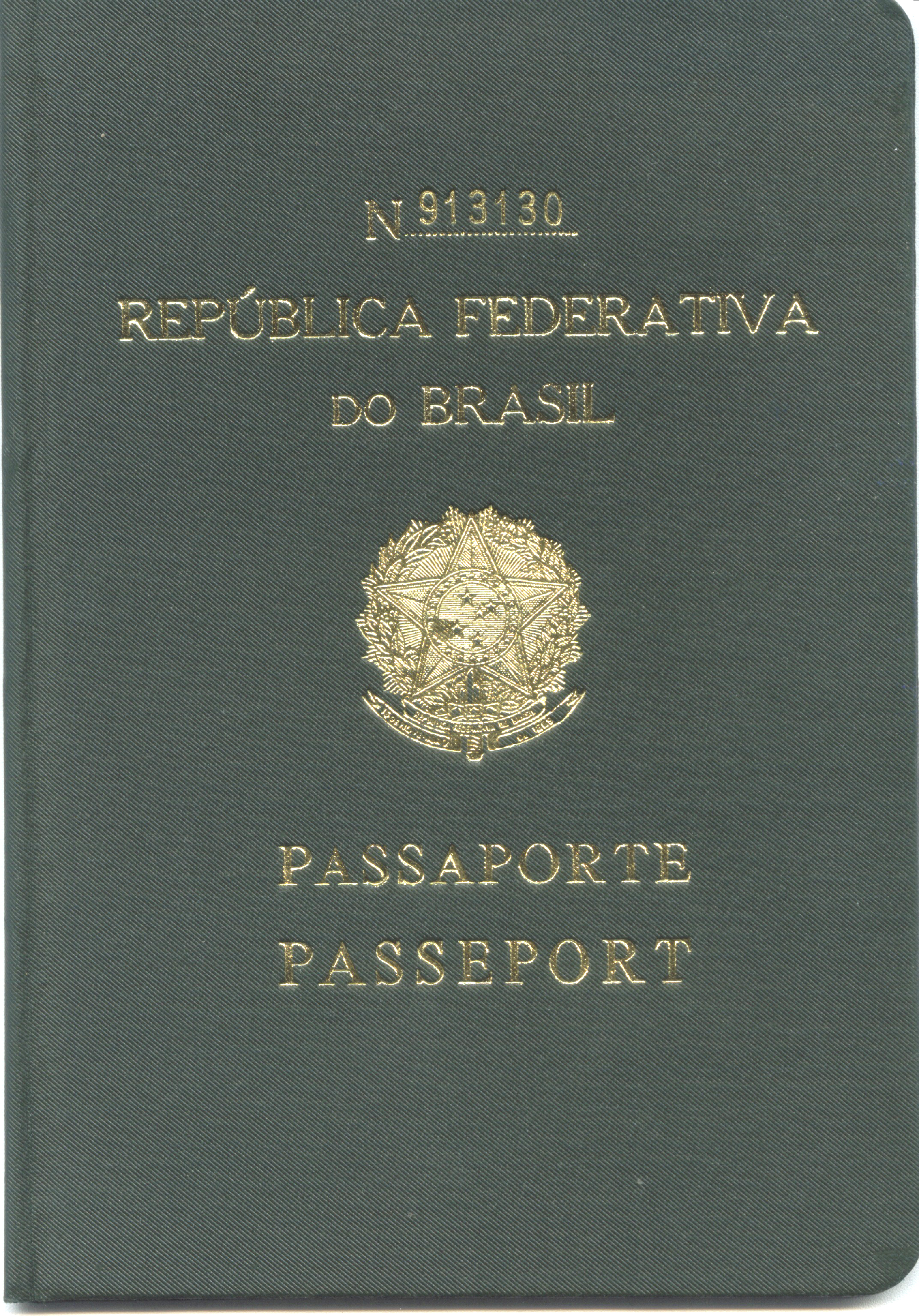
Modelo antigo do passaporte emitido até os anos 70
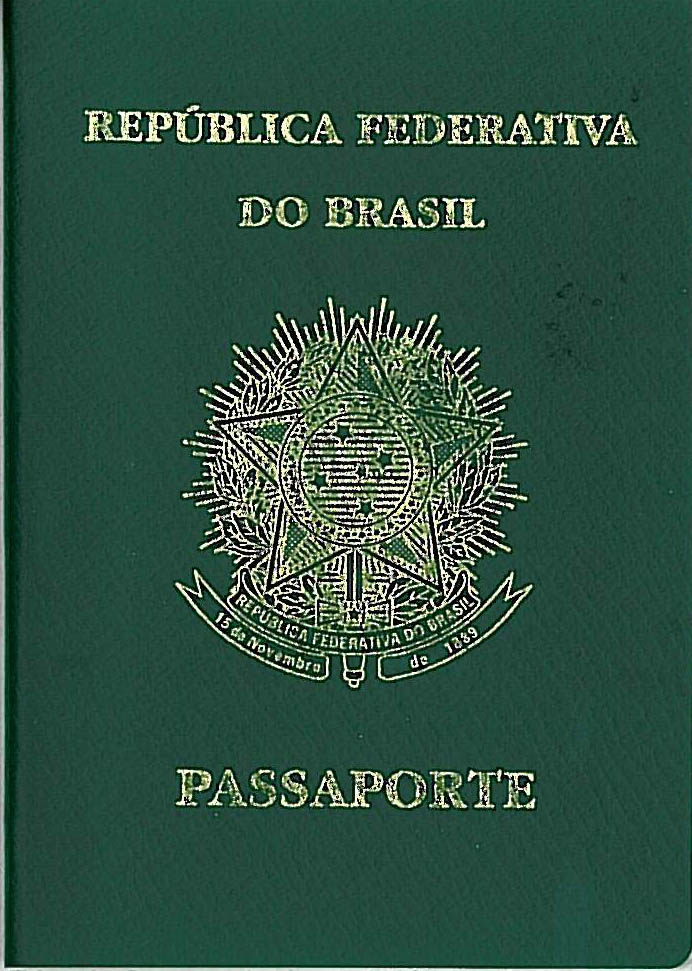
Modelo antigo do passaporte emitido de 1970 até 2007
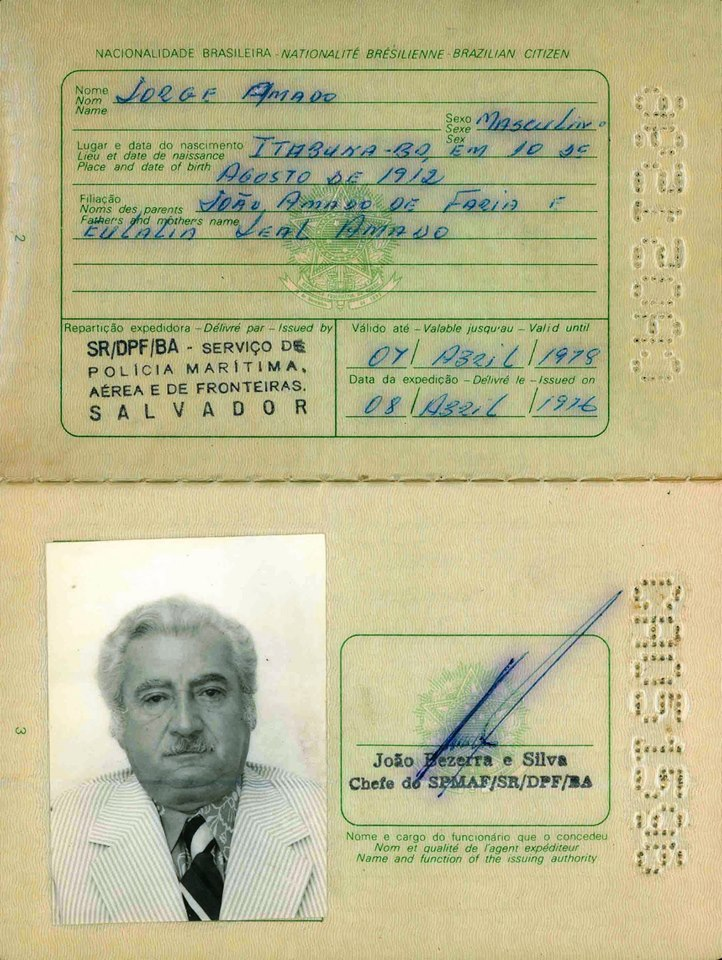
Página de dados de um passaporte emitido em 1976. As informações eram datilografadas ou escritas à caneta.
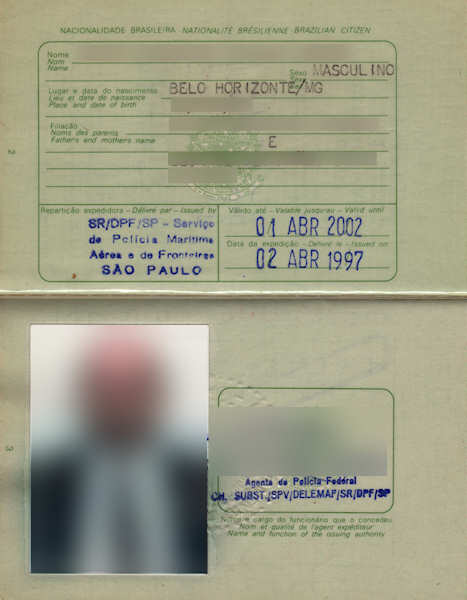
Página de dados de um passaporte emitido em 1997, com as informações datilografadas.
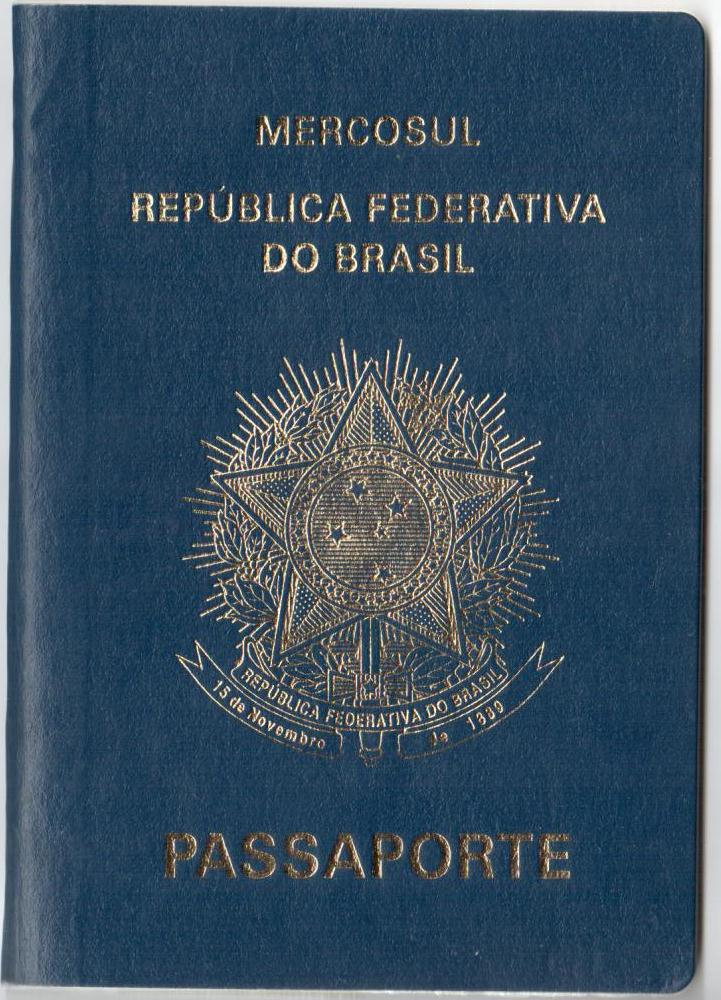
Passaporte não biométrico emitido de 2006[28] até 2010
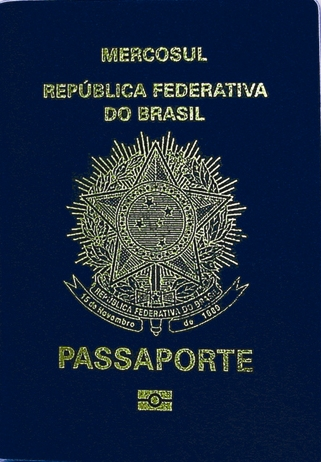
Primeiro passaporte biométrico, emitido de 2010 até 2015
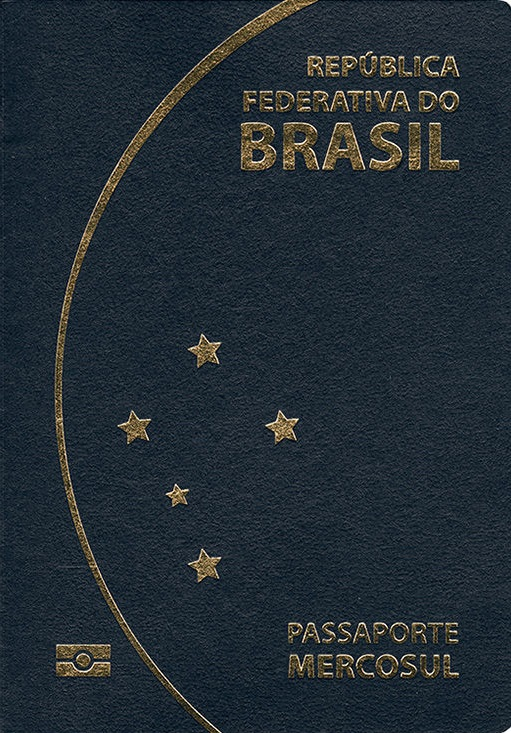
Segundo modelo de passaporte biométrico emitido de julho de 2015 até 2019
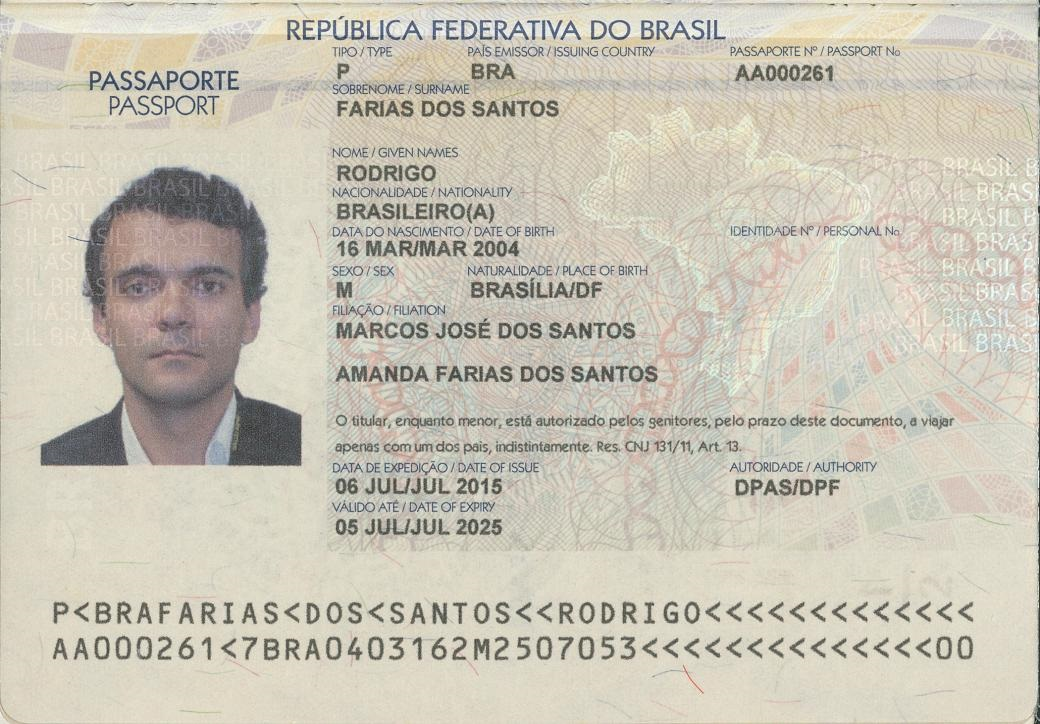
Página de dados do passaporte biométrico emitido de 2015 a 2019
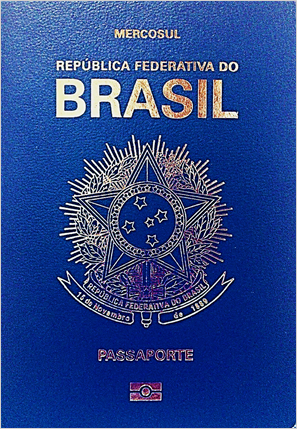
Terceiro modelo biométrico, com o retorno do brasão de armas na capa, emitido de abril de 2019 a setembro de 2023
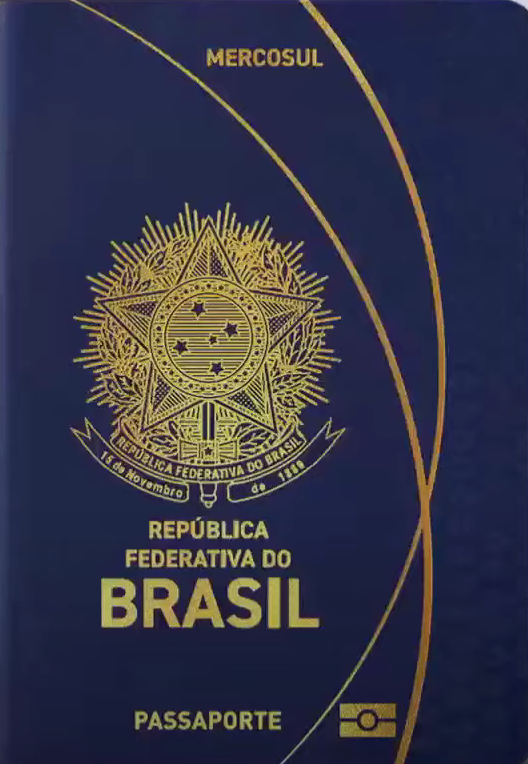
Novo modelo, biométrico, emitido desde 3 de outubro de 2023
- Passaporte do escravo Manoel, emitido em 1876, autorizando a locomoção a fim de ser vendido. APESP